# Große Cognakpflanze
Die Große Cognakpflanze oder Große Cognacpflanze (Ammannia gracilis), auch (Zierliche) Cognacpflanze (auch geschrieben als Kognakpflanze) genannt, ist eine Pflanzenart aus der Gattung der Cognakpflanzen (Ammannia) innerhalb der Familie der Weiderichgewächse (Lythraceae). Diese Sumpfpflanze stammt aus der tropischen westafrikanischen Region Senegambia (Senegal und Gambia sowie Guinea) und wächst dort an sandigen Flussufern und in Überschwemmungsgebieten. Namensgebend ist die cognacbraune Farbe, die sie als Aquarienpflanze bei guten Lichtverhältnissen entwickelt.

## Beschreibung

### Vegetative Merkmale
Die Große Cognakpflanze wächst als einjährige krautige Pflanze und erreicht Wuchshöhen von 30 bis 35 Zentimetern. Der selten aufrechte, meist niederliegende, gebogene, fleischige und kahle Stängel kann bis zu 60 Zentimeter lang sein und besitzt dünne, gebogene Verzweigungen. Die einfachen Laubblätter sitzen kreuzgegenständig an den Stängeln. Emerse Pflanzenexemplare entwickeln helloliv-grüne Laubblätter mit einer bei einer Länge von 2 bis 6 Zentimetern linealischen bis verkehrt-eiförmigen Blattspreite. Submerse Pflanzenexemplare entwickeln Laubblätter (oberseits orangefarben, unterseits violett-orange) mit einer bei einer Länge von 7 bis 12 Zentimeter längeren, lanzettlichen Blattspreite.

### Generative Merkmale
Die Blüten und Früchte sind relativ klein.

## Taxonomie
Die Erstbeschreibung von Ammannia gracilis erfolgte 1833 durch Jean Baptiste Antoine Guillemin und George Samuel Perrottet in Florae Senegambiae Tentamen, 1, S. 301. Ein Synonym fürAmmannia gracilis Guill. & Perr. ist Ammannia diffusa Hiern non Willdenow.

## Aquaristik
In der Aquaristik ist die Zierliche Cognakpflanze (ebenso wie die Kleine Cognakpflanze, Ammannia senegalensis) eine beliebte Aquarienpflanze. Insbesondere in Holländischen Pflanzenaquarium werden diese Pflanzen verwendet, um Pflanzenstraßen anzulegen. Für ein gutes Gedeihen benötigen die Pflanzen Temperaturen über 23 °C und weiches Wasser und eine sehr gute Beleuchtung.